# Таукс, Алоиз
Алоиз Таукс (нем. Alois Taux; 5 октября 1817, Баумгартен, Силезия — 17 апреля 1861, Зальцбург) — австрийский композитор и дирижёр.
Окончил Пражскую консерваторию. Играл на скрипке и валторне в оркестре оперного театра в Граце, затем в 1839 году занял пост второго дирижёра в опере Линца, а в конце того же года возглавил оркестр Зальцбургской оперы. В 1841 г. был приглашён стать первым руководителем зальцбургского «Соборного музыкального общества и Моцартеума» (нем. Dommusikverein und Mozarteum) — интересно, что ему было отдано предпочтение перед сыном Моцарта Францем Ксавером, назначения которого желала вдова Моцарта Констанца. На протяжении 20 лет, вплоть до своей смерти, Таукс возглавлял Моцартеум и дирижировал концертами сложившегося в нём оркестра. Он, в частности, руководил музыкальной частью торжеств по случаю столетия Моцарта, а также масштабными траурными концертами по случаю смертей Констанцы Моцарт и сына Моцарта Карла Теодора. Одновременно в 1847 году основал и возглавил Зальцбургский лидертафель.
В композиторском наследии Таукса преобладают песни и хоровые сочинения, церковная музыка.